# Dariusz Łatka
Dariusz Łatka (Cracovia, 14 settembre 1978) è un ex calciatore polacco, di ruolo centrocampista.

## Carriera

### Club
Esordisce in Ekstraklasa con lo Jagiellonia Białystok il 28 luglio 2007 nella vittoria casalinga per 2-1 contro il Polonia Bytom.
L'ultima partita con lo Jagiellonia viene disputata il 29 novembre 2008 nella sconfitta fuori casa per 2-0 contro il KS Cracovia, in cui viene espulso al 53' per somma d'ammonizioni.
Debutta il 30 maggio 2009 nella vittoria casalinga per 2-1 contro il Flota Świnoujście, dove segna il gol dell'1-0 al 3' minuto.
Gioca l'ultima partita con il Korona Kielce l'11 maggio 2010, nel pareggio fuori casa per 2-2 contro lo Zagłębie Lubin.
Debutta con il Podbeskidzie il 15 agosto 2010 nella vittoria fuori casa per 0-5 contro il LKS Nieciecza.

## Palmarès

### Club

#### Competizioni nazionali
- Coppa di Lettonia: 1

FK Jelgava: 2014-2015